# 八方來客
《八方來客》是台灣的客語流行音樂歌手暨作曲家劉劭希的第3張錄音室專輯，於2003年發行。一共8首歌曲，皆使用客語演唱。
劉劭希前兩張作品，嘻哈客與野放客均突破社會大眾對客語流行音樂的認知，揉合客家話、搖滾、爵士、拉丁、電子音樂，大量使用現代的音樂元素來創作客家流行音樂。八方來客專輯承襲著此項特色，不同以往的是，八方來客專輯遠赴北京與中國愛樂樂團合作，將客家歌、現代音樂、古典融合在一起，再次改變客語音樂給人的刻板印象。
劉劭希嘗試引進1970年代的前衛古典搖滾為客家歌譜曲，《八方來客》專輯的第一曲目地獄浮沉錄是劉劭希長年以來就想要譜寫的古典搖滾詩，華美的管絃樂搭配放蕩的現代節奏，獲得金曲獎最佳編曲提名。冗長陰暗的旋律，是劉年輕時經歷消沉歲月有如地獄的心境描繪。

## 曲目
這張專輯以人生作為一個完整的專輯概念，共有八個曲目。從地獄浮沉錄氣勢磅礡的開場，歌唱事業開創的開張大吉，現實社會競逐人生的走相逐，思鄉的青鳥詞到經歷生命苦難的大地渡亡經，最後以歡樂的八方來客作總結。
1. 萬相成空歷劫來 地獄浮沉錄
2. 年華早逝落痴呆 開張大吉
3. 欲化飛仙乘風去 那年秋天
4. 碌碌終生不明白 走相逐
5. 千里遙望故鄉河 青鳥詞
6. 地動山搖淚成海 大地渡亡經
7. 手執金戈唸童詩 羊咩咩 十八歲
8. 八方來客盡開懷 八方來客

## 獎項
- 金曲獎
  - 2004年度：最佳編曲獎—「地獄浮沉錄」（提名）
  - 2004年度：最佳客語演唱人（提名）

## 外部連結
- 劉劭希 就是愛玩網 94ione.com
- 八方来客專輯 完整試聽
- 樂獨立紀錄片
- 八方來客 幕後紀實影片